# Flaux
Flaux é uma comuna francesa na região administrativa de Occitânia, no departamento de Gard. Estende-se por uma área de 10,68 km². Em 2010 a comuna tinha 383 habitantes (densidade: 35,9 hab./km²).